# Чулик Гендергеноєв
Чулик Гендаргеноєв (чеч. Гендаргно Чӏулг; прим. 1775, Урус-Мартан, Чечня — 1830, Чулік-Юрт, Чечня) — чеченський військовий і політичний діяч кін. XVIII століття — поч. XIX ст., учасник Кавказької війни.

## Біографія
Чулик народився в 1778 році в селищі Мартан (сучасне місто Урус-Мартан) в сім'ї Сайки з роду Муги-нек'є тайпу Гендарганой . Наприкінці XVII століття розгорнув свою політичну діяльність у родовому селі, закликаючи його мешканців виступити проти колоніальної політики царської Росії.
У 1800—1807 роках під командуванням Чулика в Чечні проходили великі зіткнення горян з регулярними частинами царської армії, що вторгалися до Чечні. Проявлена їм хоробрість, у ході битв з росіянами, дозволила йому стати одним із найавторитетніших людей у Чечні.
У вересні 1807 року, після кількох поразок у боях з військами генералів Булгакова і Гудовича, значно перевершували загони чеченців за чисельністю, Чулик Гендаргеноєв і Бейбулат Таймієв були змушені призупинити військові дії і укласти мирний договір з російською владою.
У 1808 році, в ході невідомих подій, Чулик убив людину (за іншими даними, він прийняв відповідальність на себе, прикривши свого товариша). Незабаром відбулося примирення, але його умови були такі, що Чулику довелося назавжди залишити Урус-Мартан. Він переселився до берегів Терека і заснував там аул Чулгі-Юрт, нині адміністративний центр Надтерічного району Чеченської Республіки.
На початку 1820-х років був звинувачений у приховуванні абреків та заарештований царським командуванням. До 1827 року був ув'язнений у фортеці Грозній. Помер у лютому 1829 року. Похований на Знам'янському сільському цвинтарі. Під час заслання вайнахів до Казахстану, його надмогильну плиту-чурт зняли та замурували у фундамент різних державних споруд. З того часу над могилою Чулика немає пам'ятного каменю.

## Сім'я
У Чулика було три брати: Ісмайла, Меза та Нойрбі. Їхнього батька звали Сайка. Сім'я Чулика належала до фратрії Сайкін-нек'є тайпу Гендарганой.

### Нащадки Чулика

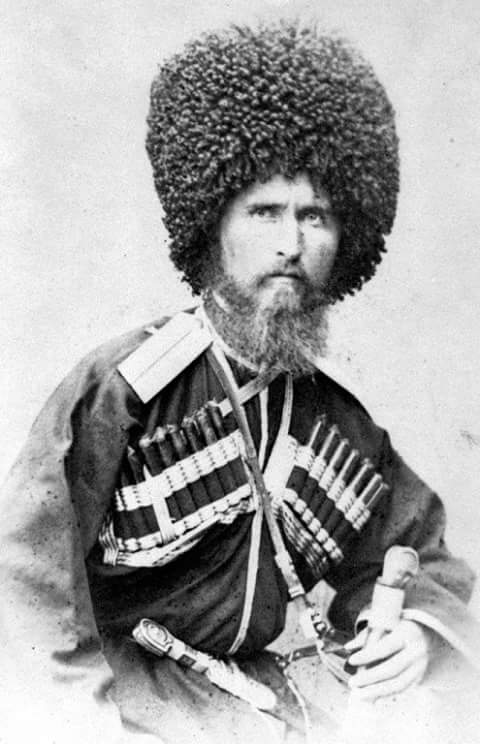
Улубій Чуликов - учасник Кавказької війни
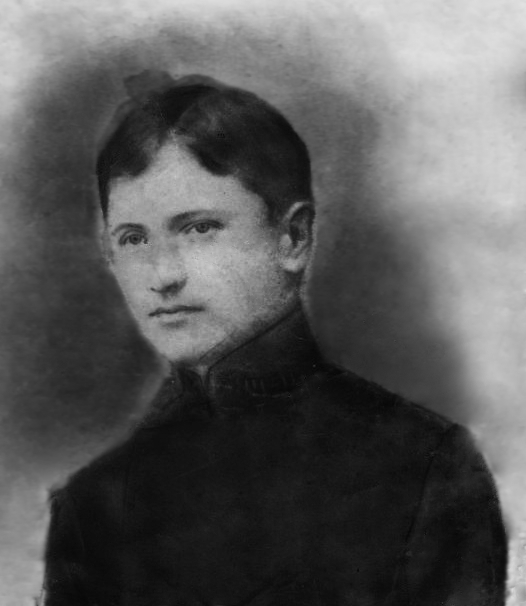
Юсуп Чуликов - начальник Надтеречної ділянки, Терської області, офіцер Російської імперії
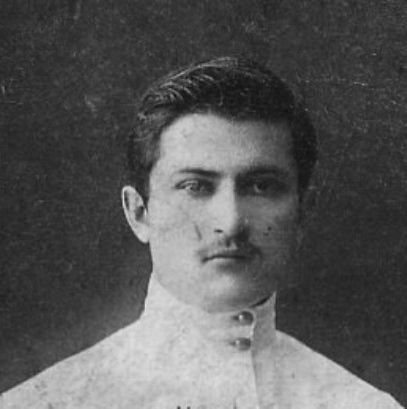
Махмуд Чуликов - офіцер Чеченського кінного полку, кавалер Георгіївського хреста та ордена Св. Анни. Здобув нагороди за бойові дії у війні з Німеччиною
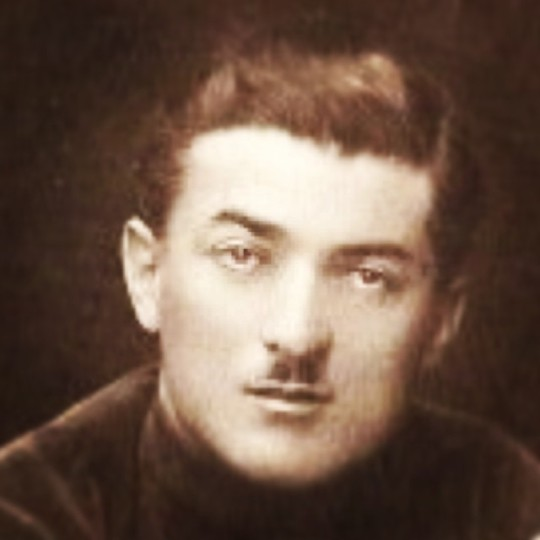
Ібрагім Чуликов - голова Чеченської національної ради (1918-1920).